# Ногликская ГЭС
Ногликская газовая электрическая станция (также: «Ногликская ГТЭС») — газотурбинная электростанция: в качестве топлива использует природный газ. Расположена в посёлке Ноглики, Ногликский район, Сахалин.

## История
Турбоагрегаты станции введены в эксплуатацию в 1999 году.
18 ноября 1999 года газовая электростанция была полностью сдана в эксплуатацию.

## Характеристки
Установленная электрическая мощность станции — 48 МВт, фактическая выработка электроэнергии в 2018 году — 212,5 млн кВт·ч. Оборудование станции включает в себя 4 турбоагрегата мощностью по 12 МВт.

## Принадлежность
Принадлежит АО «Ногликская газовая электрическая станция» (основной собственник — Сахалинская область).

## Перспективы
Планируется к выводу из эксплуатации после строительства в Ногликах новой газотурбинной электростанции мощностью 67,5 МВт, запланированного на 2021—2025 годы.